# Джу (язык)
Джу (англ. ju) — один из языков западночадской ветви чадской семьи.
Распространён в центральных районах Нигерии. Численность говорящих — около 900 человек (1993). Язык бесписьменный.

## Классификация
Согласно классификациям чадских языков, представленным в справочнике языков мира Ethnologue и в работах британского лингвиста Роджера Бленча, язык джу вместе с языками гурунтум-мбаару, тала и зангвал включён в подгруппу гурунтум группы B3 (у Роджера Бленча — группы заар) подветви B западночадской ветви. В классификациях чадских языков, опубликованных в работе С. А. Бурлак и С. А. Старостина «Сравнительно-историческое языкознание» и в статье В. Я. Порхомовского «Чадские языки» (лингвистический энциклопедический словарь), группе B3 соответствует группа южные баучи, а подветви B — подветвь баучи-баде.

## Общие сведения
На языке джу говорят в одноимённом селении Джу, расположенном в центральных областях Нигерии к югу от города Баучи. Согласно современному административно-территориальному делению Нигерии, это селение входит в состав района Баучи штата Баучи.
С севера, запада и юга к территории распространения языка джу примыкают ареалы западночадских языков: с севера — ареал языка зангвал, с северо-востока — ареал языка тала, с запада — ареал языкового кластера польги, с юга — ареал языка кир-балар. На востоке ареал языка джу граничит с ареалом бантоидного языка джаравской группы дулбу.
Численность говорящих на языке джу по данным 1971 года составляла около 150 человек, по данным 1993 года, представленным в справочнике Ethnologue — около 900 человек. По современным оценкам сайта Joshua Project численность носителей языка джу достигла 1 600 человек (2016).
Язык джу является языком исключительно бытового общения. Устойчиво сохраняется его передача младшему поколению — в настоящее время язык используют все поколения этнической общности джу. По вероисповеданию джу являются приверженцами традиционных верований, часть — христиане.